# Люнри
Люнри́ (фр. Lunery) — коммуна во Франции, находится в регионе Центр. Департамент — Шер. Входит в состав кантона Шарос. Округ коммуны — Бурж.
Код INSEE коммуны — 18133.

## География
Коммуна расположена приблизительно в 220 км к югу от Парижа, в 115 км южнее Орлеана, в 19 км к юго-западу от Буржа.
По территории коммуны протекает река Шер.

## Население
Население коммуны на 2008 год составляло 1469 человек.
| 1962 | 1968 | 1975 | 1982 | 1990 | 1999 | 2008 |
| ---- | ---- | ---- | ---- | ---- | ---- | ---- |
| 2266 | 2329 | 2440 | 2021 | 1665 | 1487 | 1469 |

## Администрация
| Период | Период | Фамилия      | Партия                              | Примечания                           |
| ------ | ------ | ------------ | ----------------------------------- | ------------------------------------ |
| 1944   | 1948   | Жорж Жак     | Французская коммунистическая партия | член генерального совета (1945—1949) |
| 1948   | 1969   | Рене Марья   | Французская коммунистическая партия | депутат (1956—1958)                  |
| 1969   | ?      | Жерар Жаме   | Французская коммунистическая партия |                                      |
| 1989   | 1996   | Ив Ласель    | Французская коммунистическая партия |                                      |
| 1996   | 2001   | Жозет Ласель | Французская коммунистическая партия |                                      |
| 2001   | 2014   | Клод Футьо   | Разные левые                        |                                      |

## Экономика
Основу экономики составляют лесное и сельское хозяйство.
В 2007 году среди 977 человек в трудоспособном возрасте (15-64 лет) 660 были экономически активными, 317 — неактивными (показатель активности — 67,6 %, в 1999 году было 65,7 %). Из 660 активных работали 582 человека (329 мужчин и 253 женщины), безработных было 78 (40 мужчин и 38 женщин). Среди 317 неактивных 83 человека были учениками или студентами, 112 — пенсионерами, 122 были неактивными по другим причинам.

## Фотогалерея

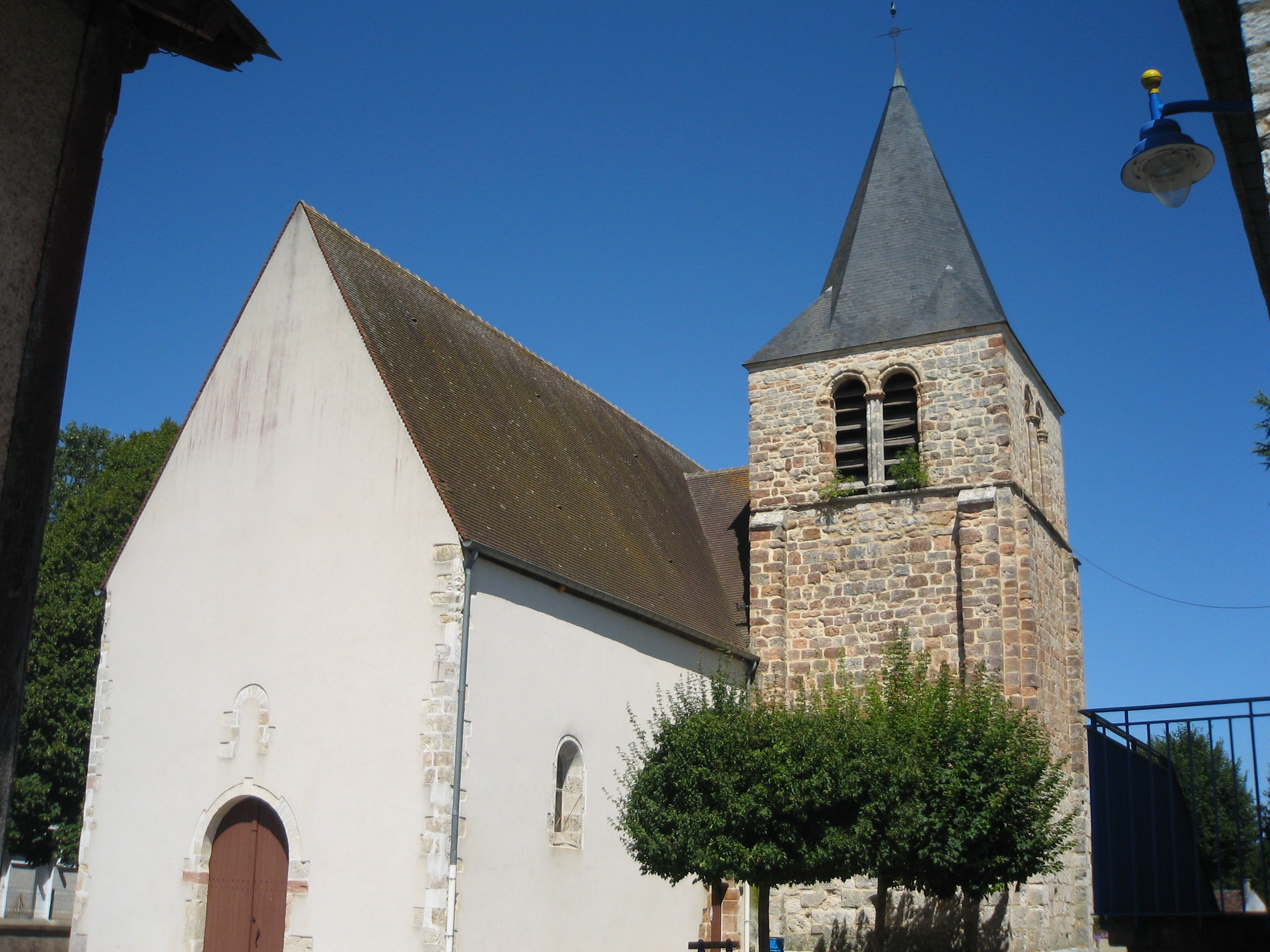
Церковь Сен-Приве
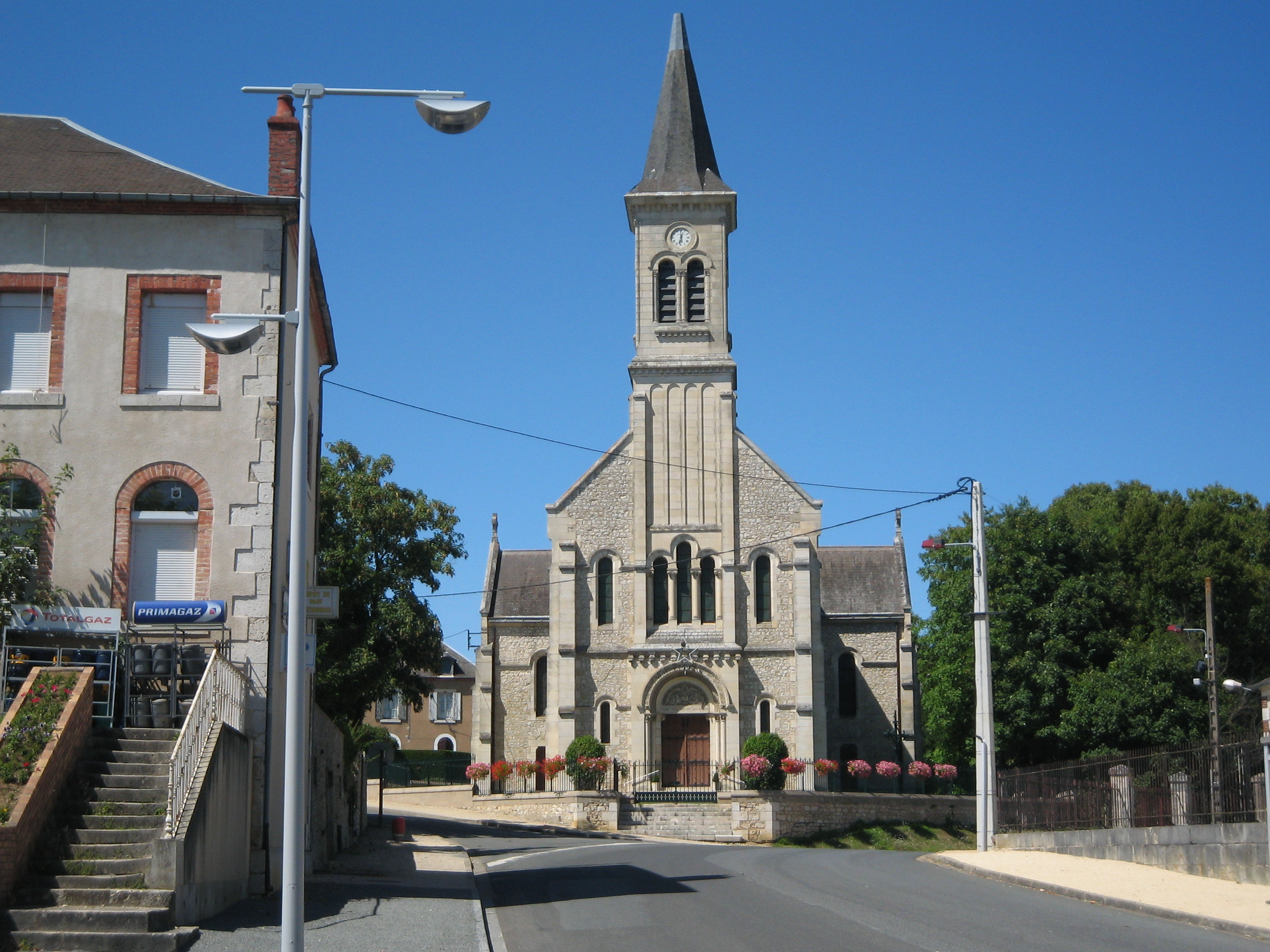
Церковь Сент-Альбер
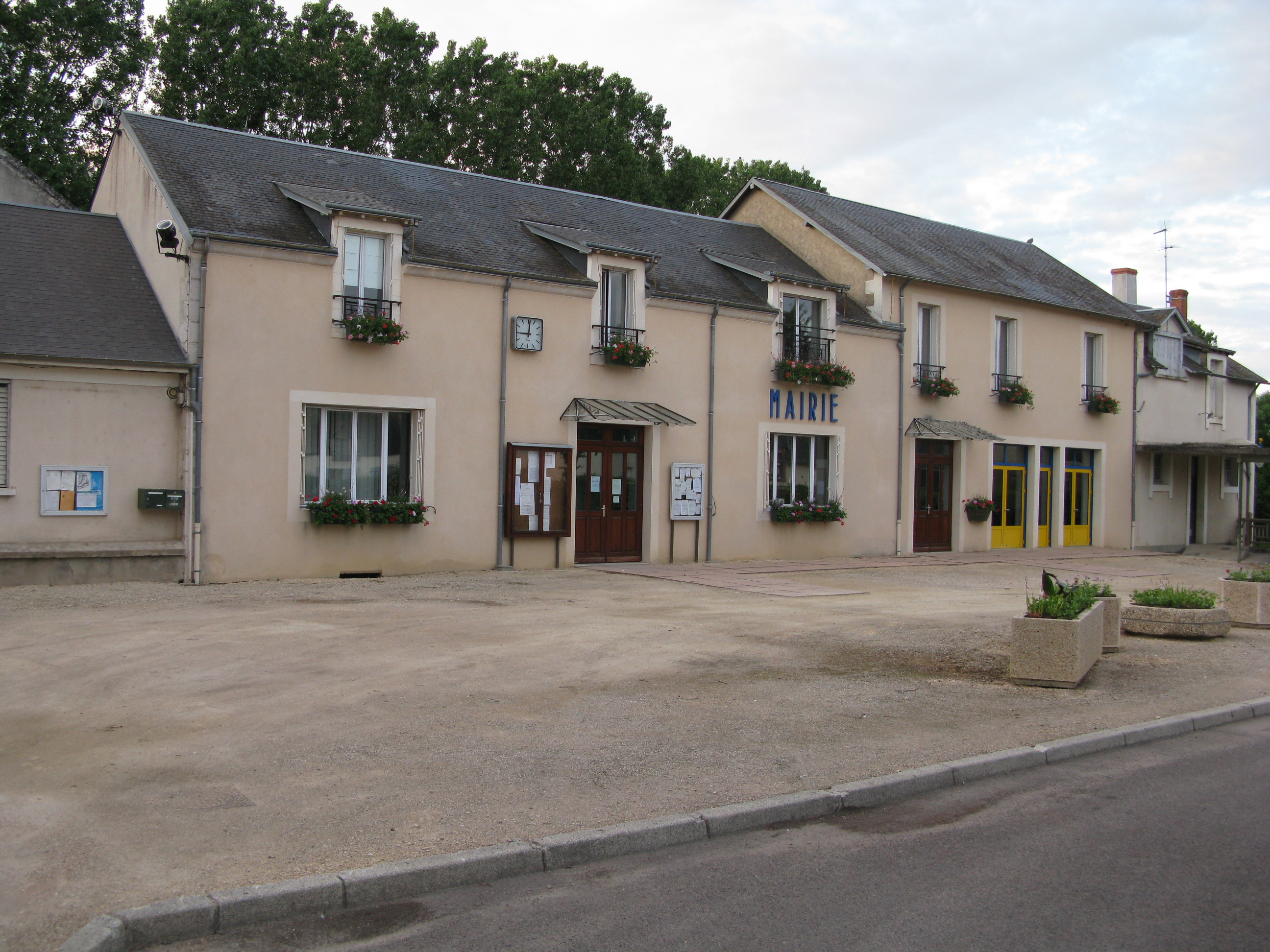
Мэрия
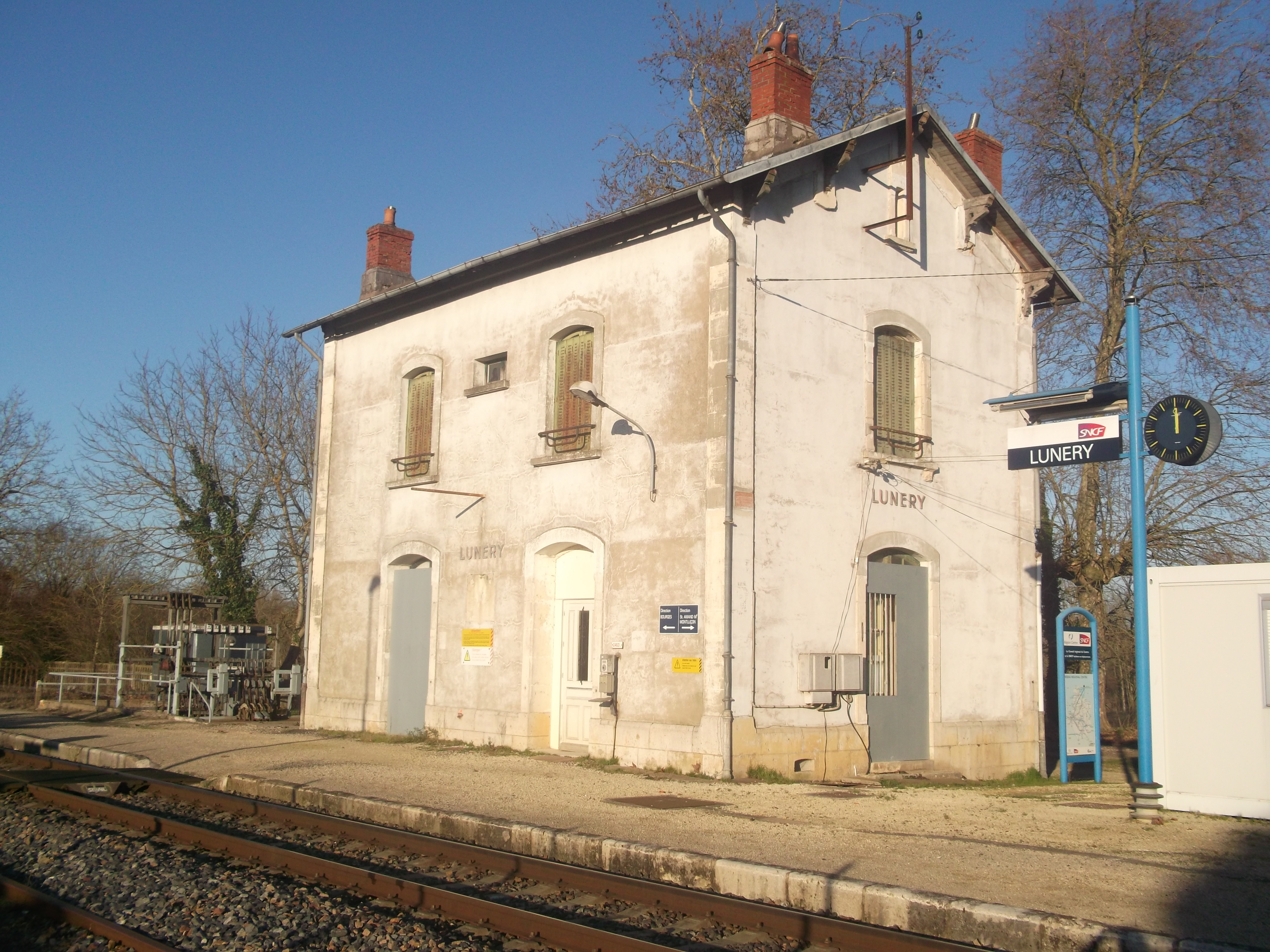
Вокзал
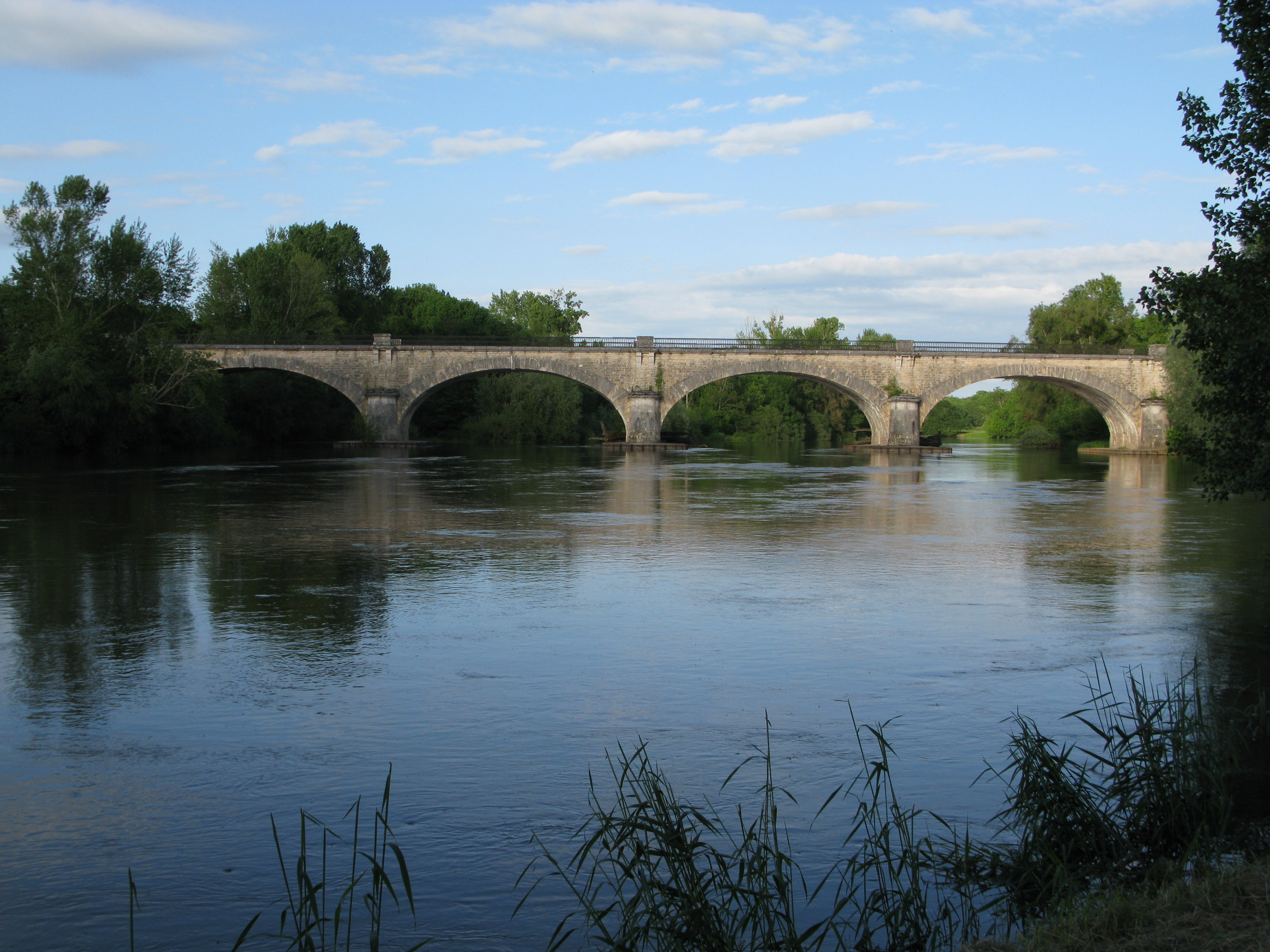
Мост через реку Шер
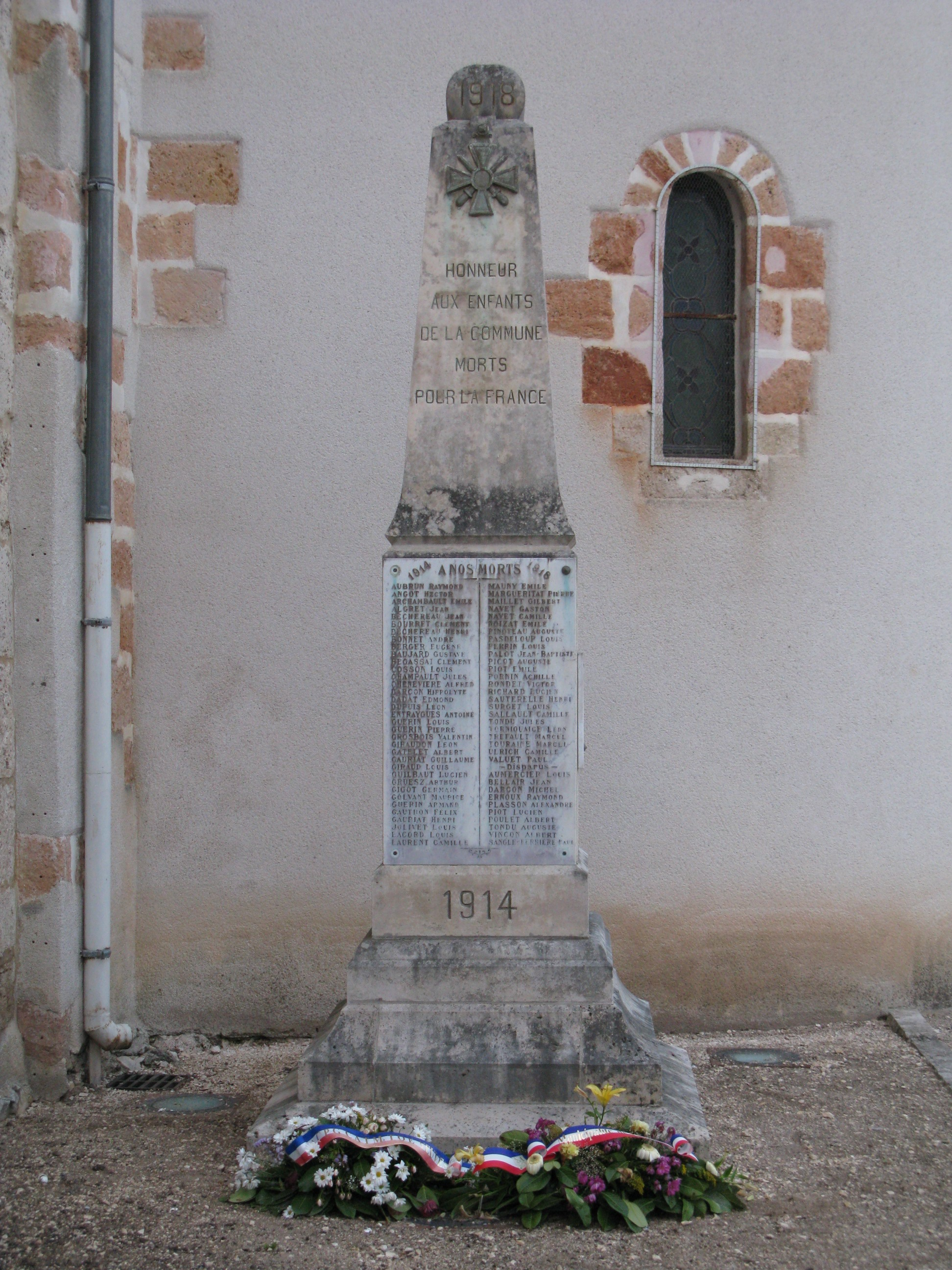
Военный мемориал